# Sandau
Sandau település Németországban, azon belül Szász-Anhalt tartományban. Lakosainak száma 831 fő (2023. december 31.).

## Népesség
A település népességének változása:
| Lakosok száma | 868  | 849  | 829  | 829  | 831  |
|               | 2017 | 2019 | 2021 | 2022 | 2023 |